# Музей історії Азербайджану
Музей історії Азербайджану (азерб. Azərbaycan tarixi muzeyi) — заснований в 1920 році. Розташований в Баку.

## Історія музею
У червні 1920 року у відділенні позашкільних справ народного комісаріату освіти Азербайджанської РСР був створений підвідділ «Музекскурс», пізніше отримав статус музею — «Навчальний музей рідного краю — Істіглал». Надалі музей кілька разів змінював свою назву (так, згідно з В. А. Шнірельману, в 1920-і рр. Він якийсь час називався «Музеєм історії народів Азербайджану»). З липня 1920 музей функціонував в особняку відомого нафтопромисловця і мецената Г. З. Тагієва, спроектованому польським архітектором Юзефом Гославським і побудованому в 1893-1902 роках. 25 жовтня 1920 музей було перейменовано в «Державний музей Азербайджанської РСР», а в травні 1921 року він вже прийняв своїх перших відвідувачів.

## Характеристика музею

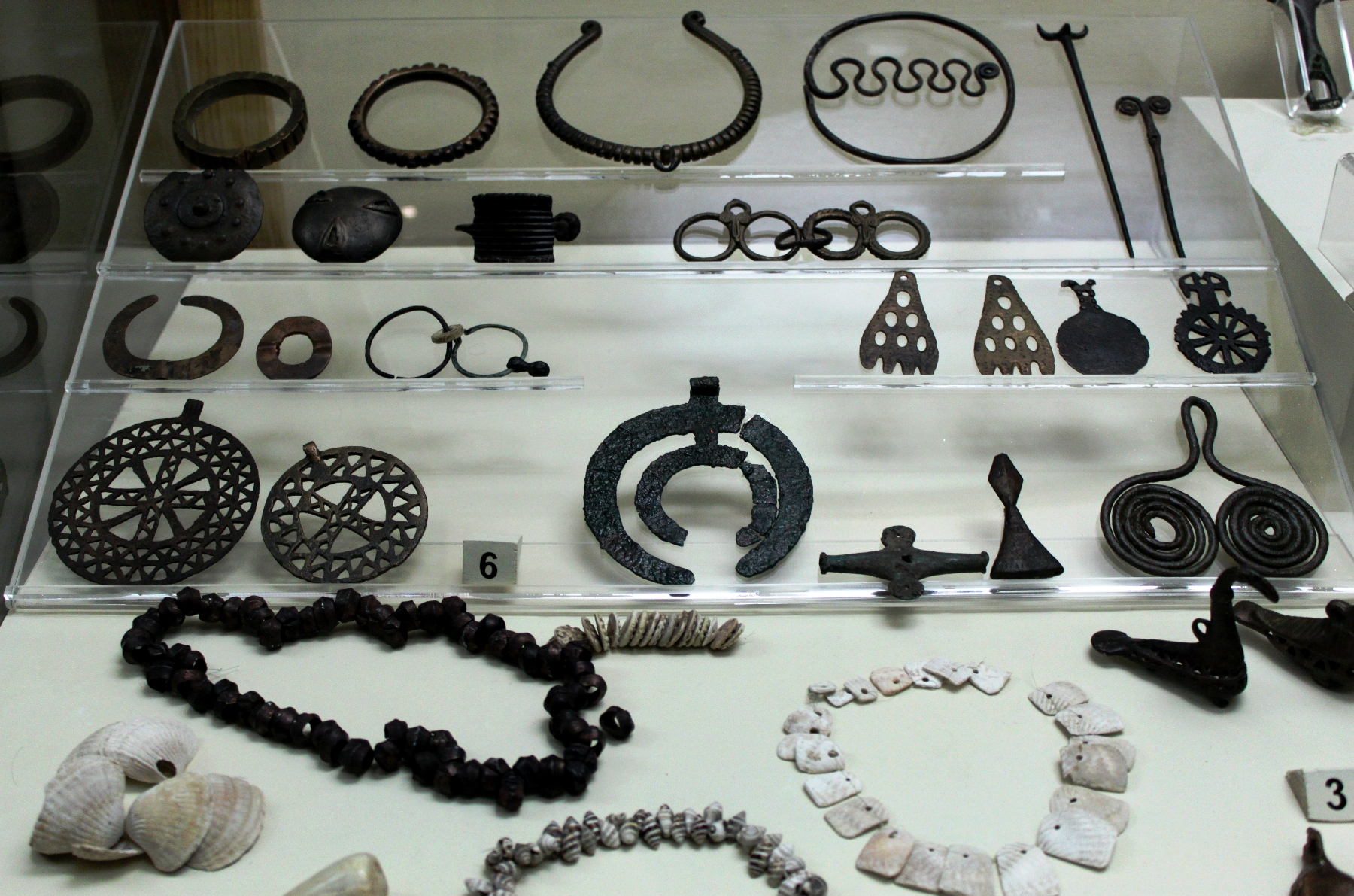
Прикраси з міді

Корисна площа будівлі становить 3000 кв.м. З них 2000 відведено під наукову експозицію, де на підставі пам'яток матеріальної та духовної культури, справжніх документів політичної історії та соціально-економічного життя країни відображена історія Азербайджану з найдавніших часів до наших днів.
У перший час в музеї діяли відділи історії, етнографії, археології, ботаніки, зоології, прикладного та художнього мистецтва, народної освіти, а також Азербайджанське товариство дослідження рідного краю та Комісія з охорони древніх пам'яток.
У 192 році внаслідок змін, прийнятих на колегії Комісаріату Народного освіти, в музеї була проведена реструктуризація, в результаті якої відділи історії — етнографії, мистецтва, біології, геології продовжили свою діяльність. Також продовжувала функціонувати багата бібліотека, що включає книги по Кавказу і мусульманському Сходу.
У наступні роки в музеї було проведено ряд структурних змін. 31 березня 1936 Рада Народних Комісарів ухвалила рішення про реорганізацію Азербайджанського державного музею, створення музею з історичним профілем і перейменування в Музей історії Азербайджану. Музей був переданий у відання азербайджанського філії Академії наук СРСР.
У 40-х роках експозиція музею знаходилася частково в особняку Тагієва, а частково в палаці Ширваншахів. У 1953 році з особняка Тагієва були виведені всі урядові установи, а навесні 1969 році Центральний державний історичний архів Азербайджанської РСР, і будівля була повністю передано в розпорядження музею.

## Новітня історія

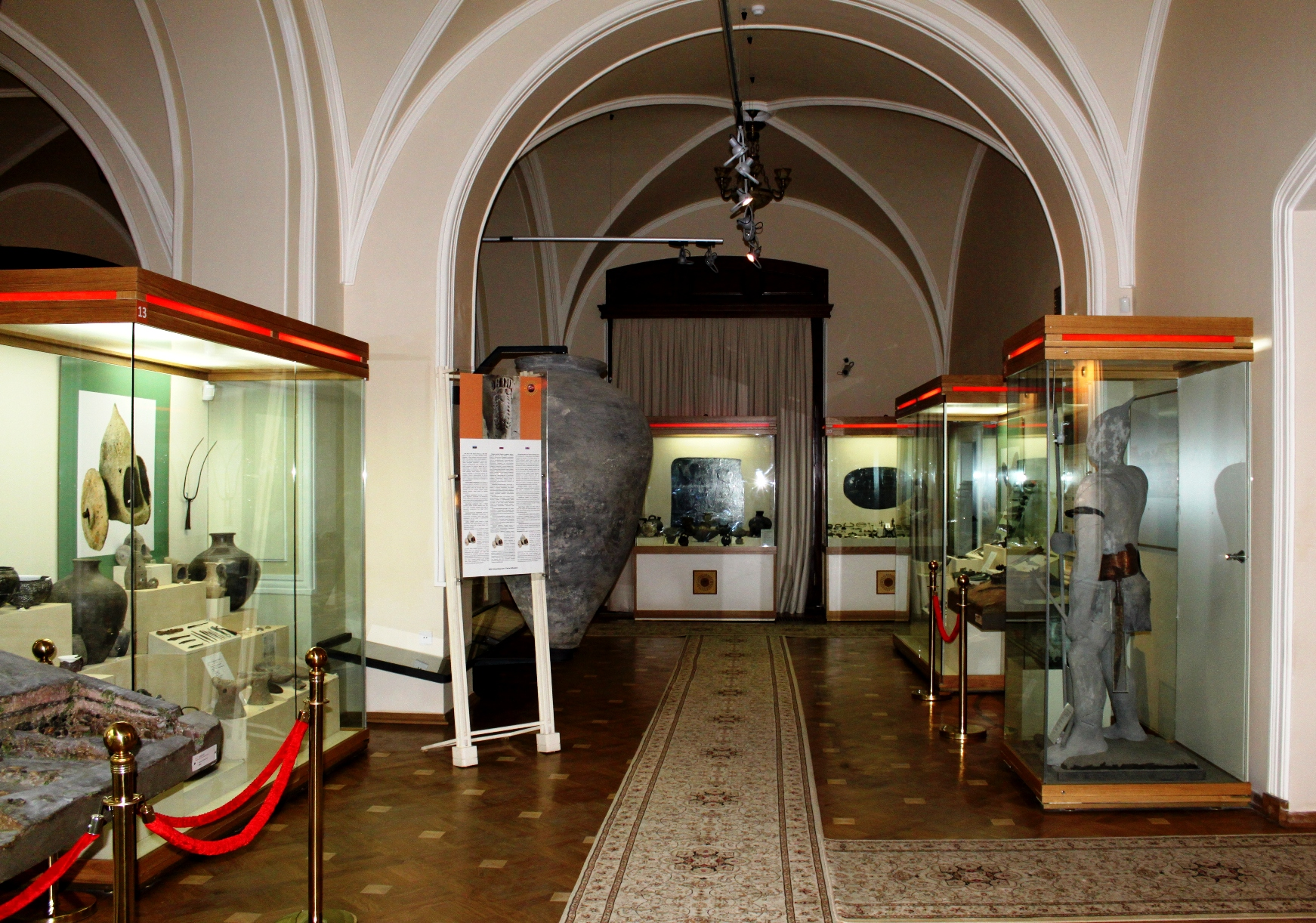
Один із залів музею

В цей час в музеї діє 6 відділів (відділ експозиції та фонду історії Азербайджану стародавнього і середньовічного періоду, відділ експозиції та фондів історії Азербайджану нового періоду, відділ експозиції та фондів історії Азербайджану новітнього періоду, відділ фондів нумізматики й епіграфіки, відділ фондів етнографії, відділ наукових екскурсій і масової роботи), а також лабораторія реставрації музейних експонатів, група художнього оформлення, група безпеки експозиції, виробнича група, комісія з прийому та закупівлю експонатів, бібліотека.
Загальна кількість музейних цінностей перевищує 300 000 одиниць зберігання. 20 000 з них виставлено в експозиції, решта зберігається в наукових фондосховищах — нумізматичному (понад 150 000), археологічному (93 000), етнографії (9 000), збройовому (2300), науковому архіві (12 000), фонді дорогоцінних металів (15 000), негативів (10 000), фонді рідкісних книг (4570). Музей видає збірник статей «Матеріали з історії Азербайджану».

## Галерея
Нумізматична колекція

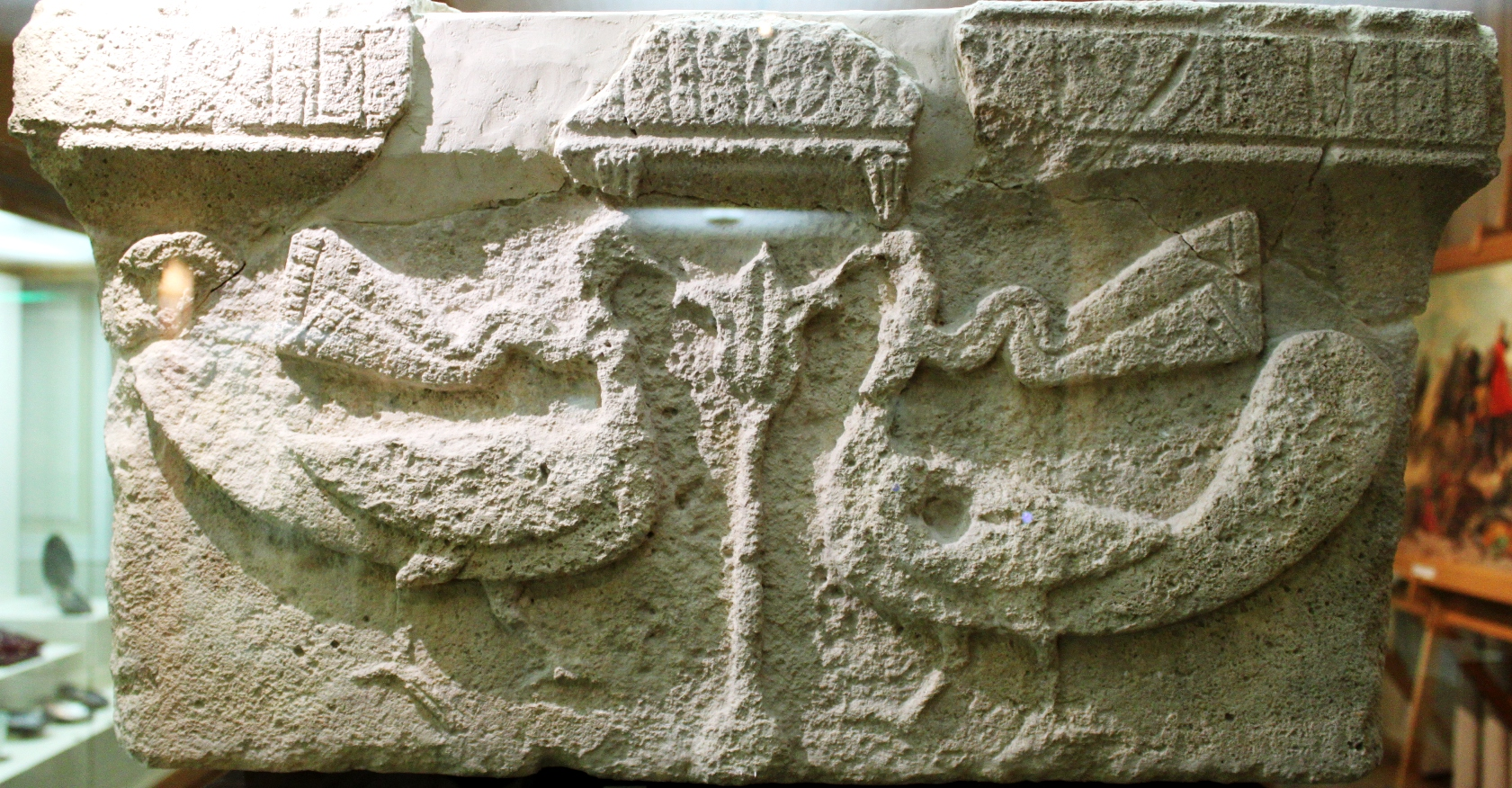
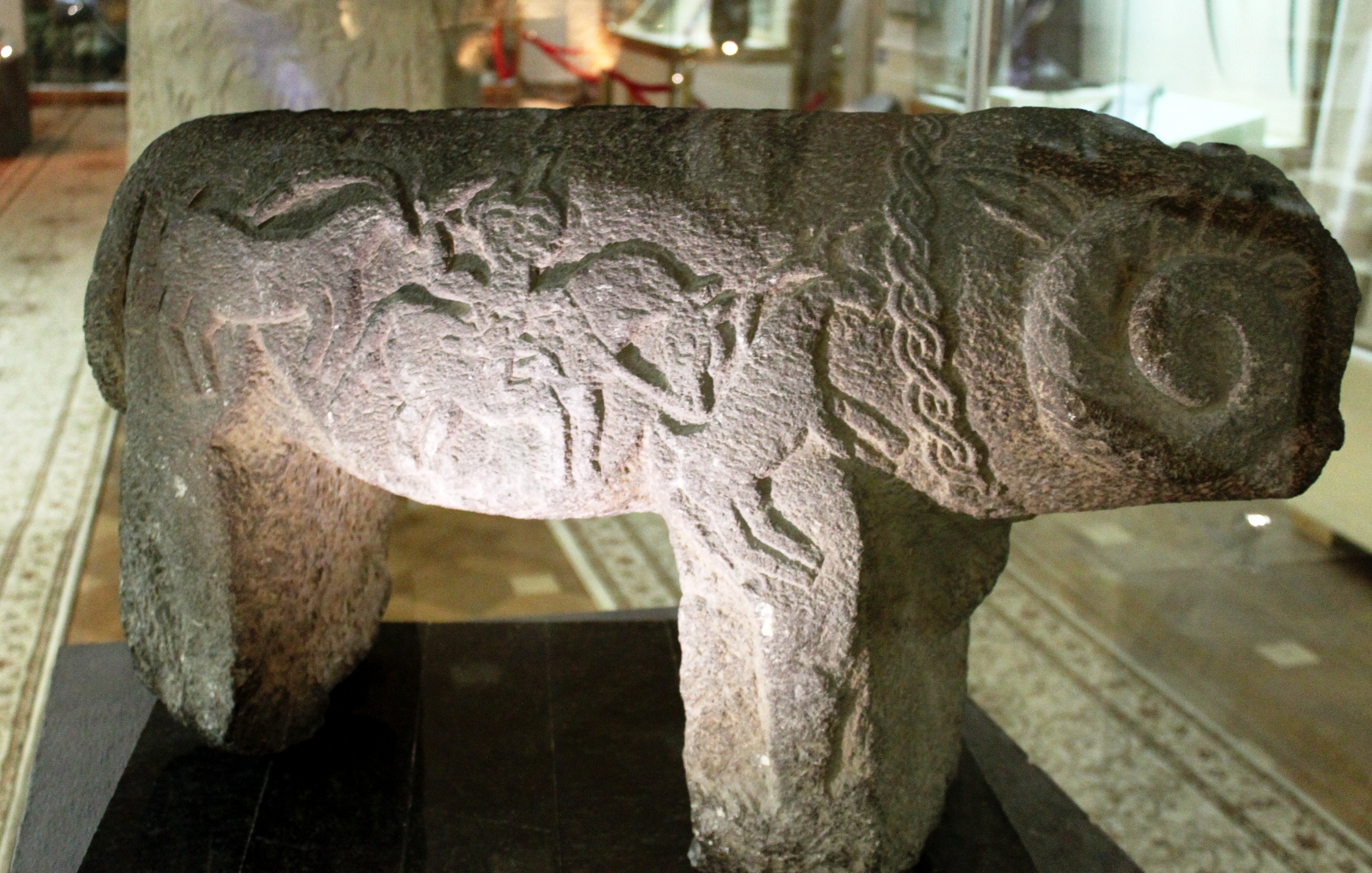
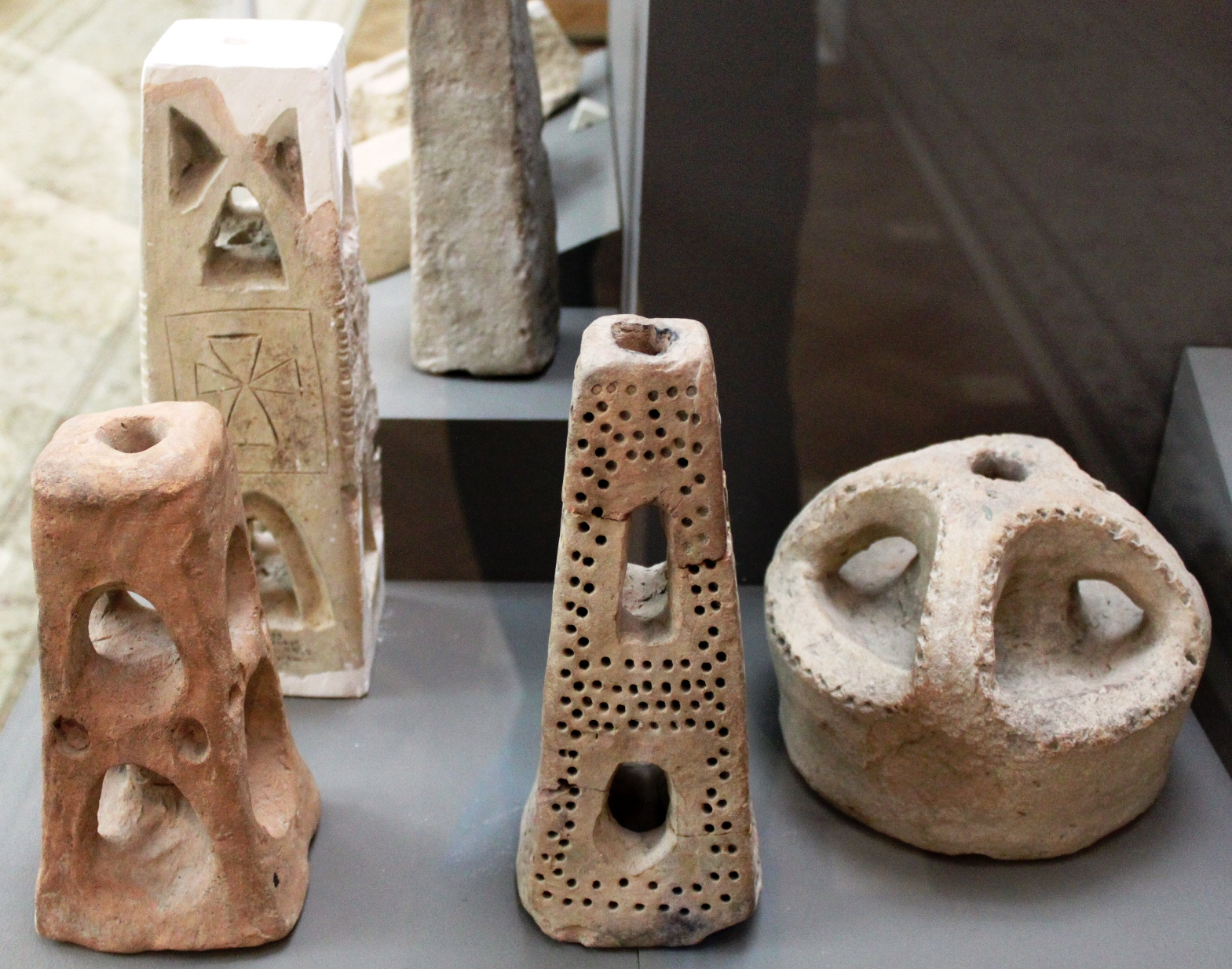
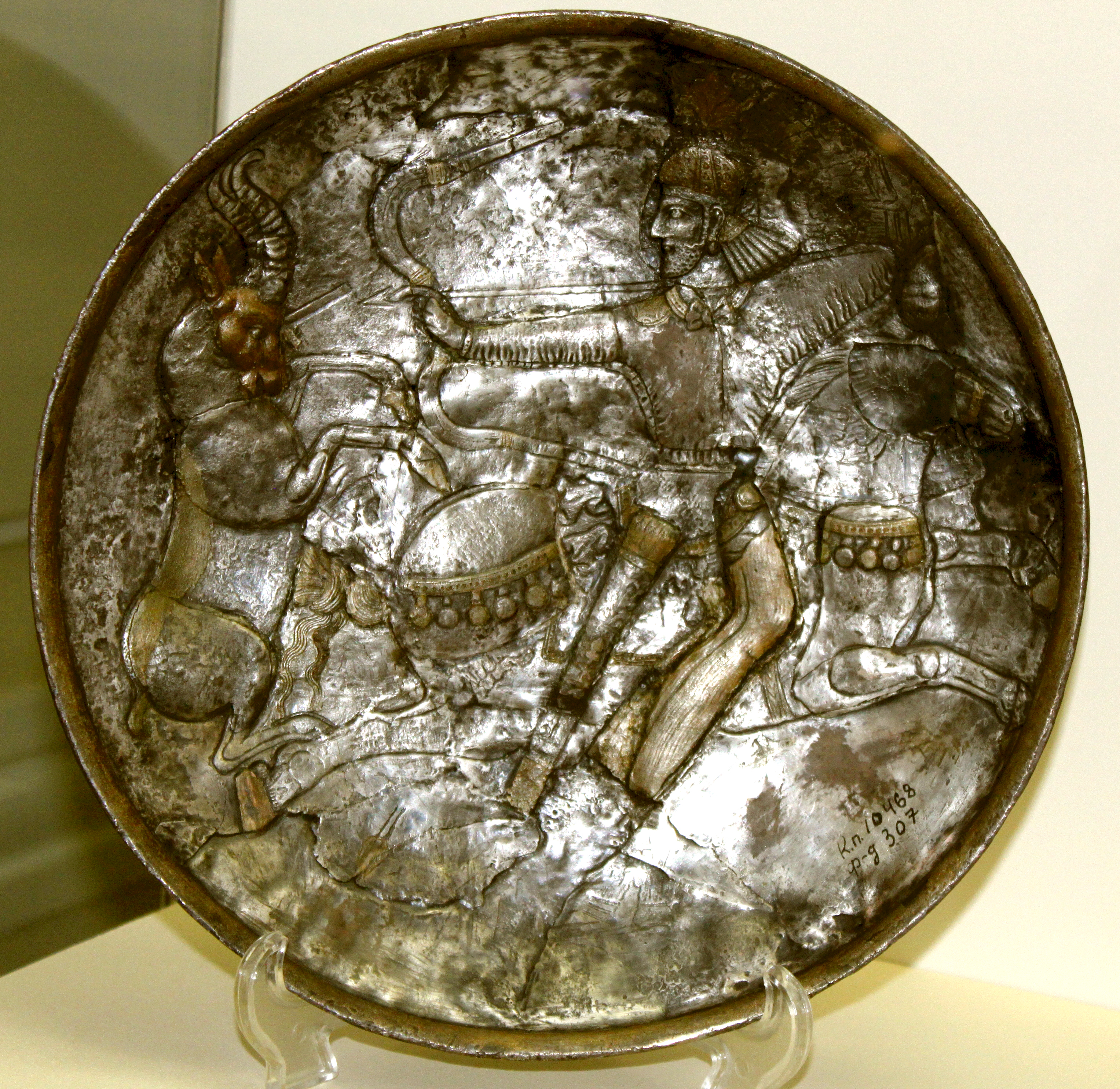
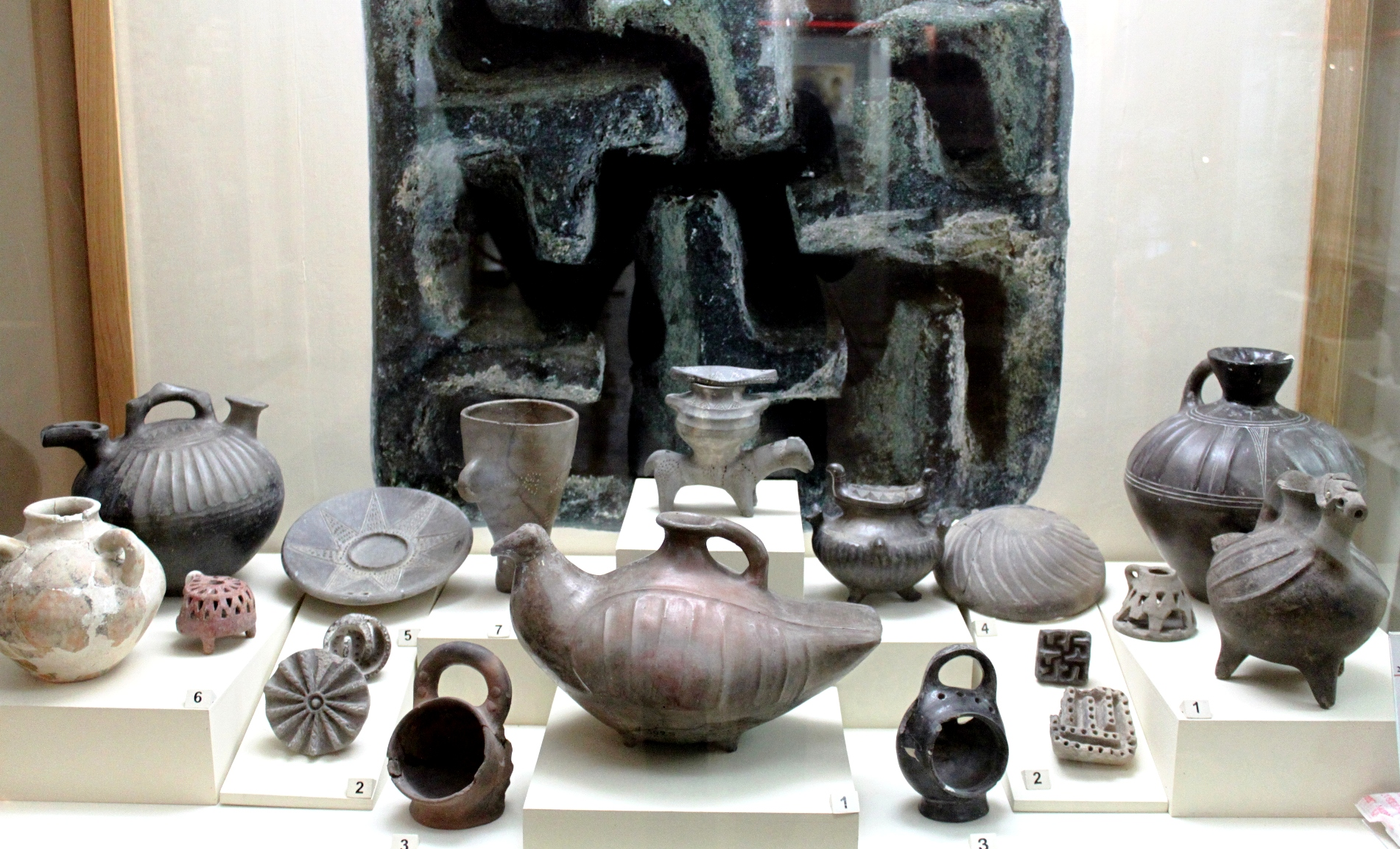
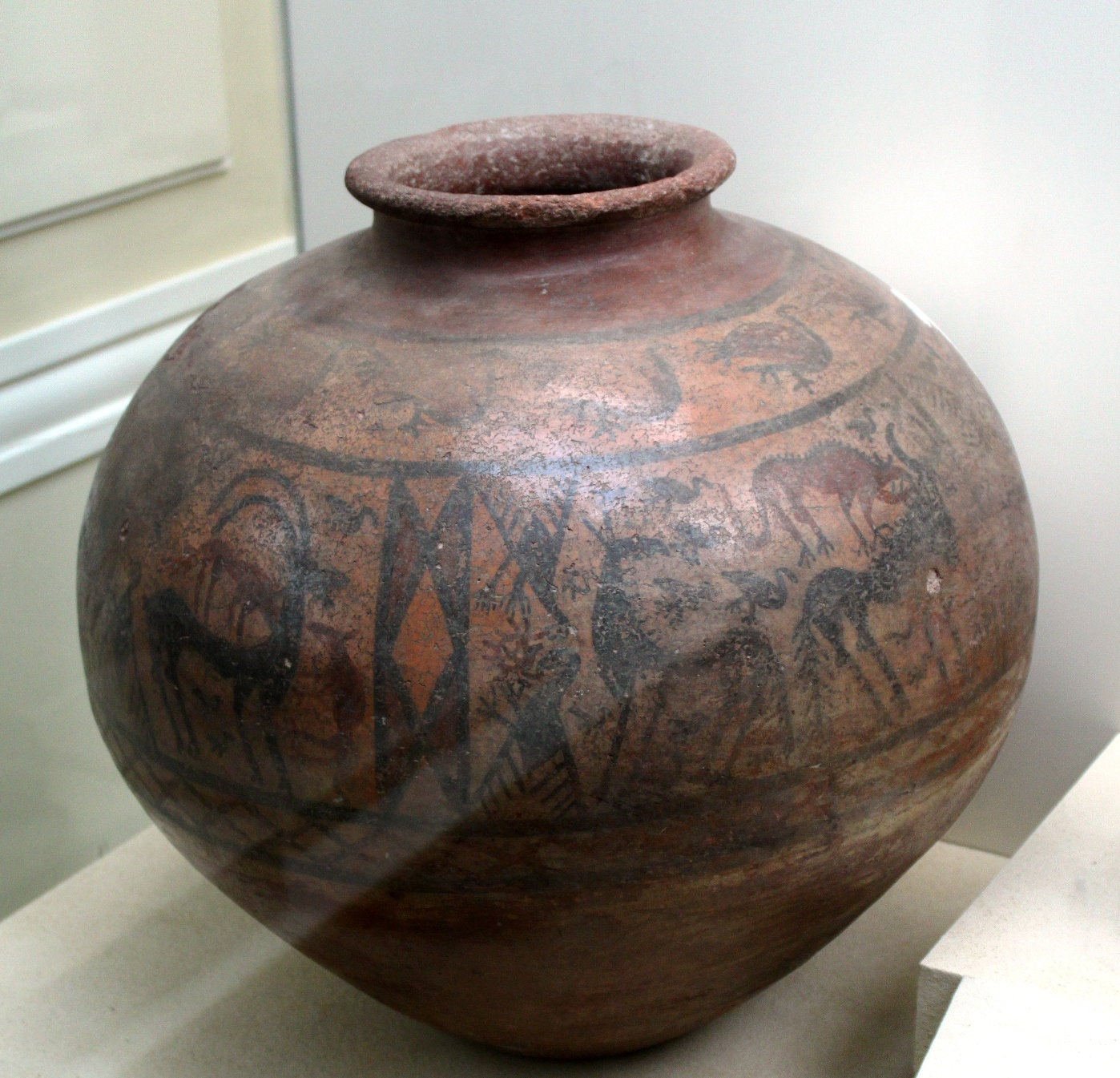
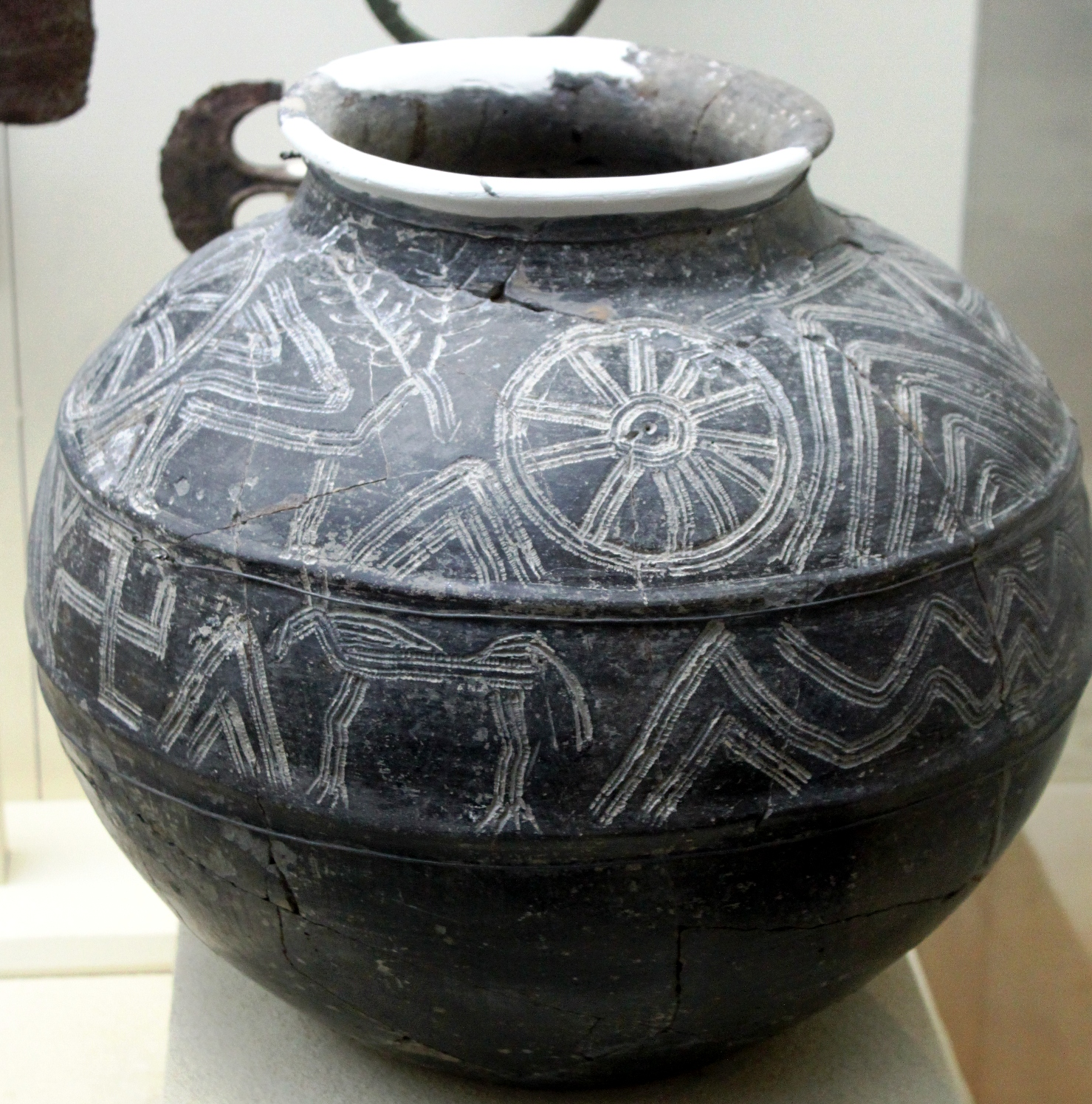
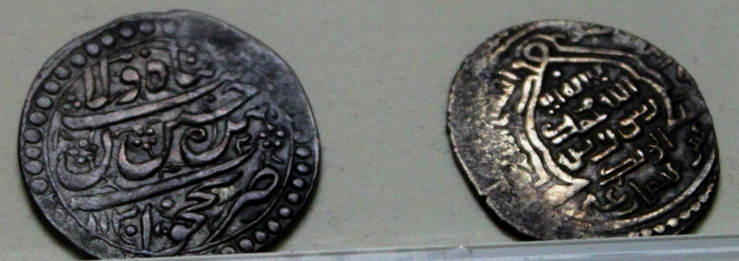
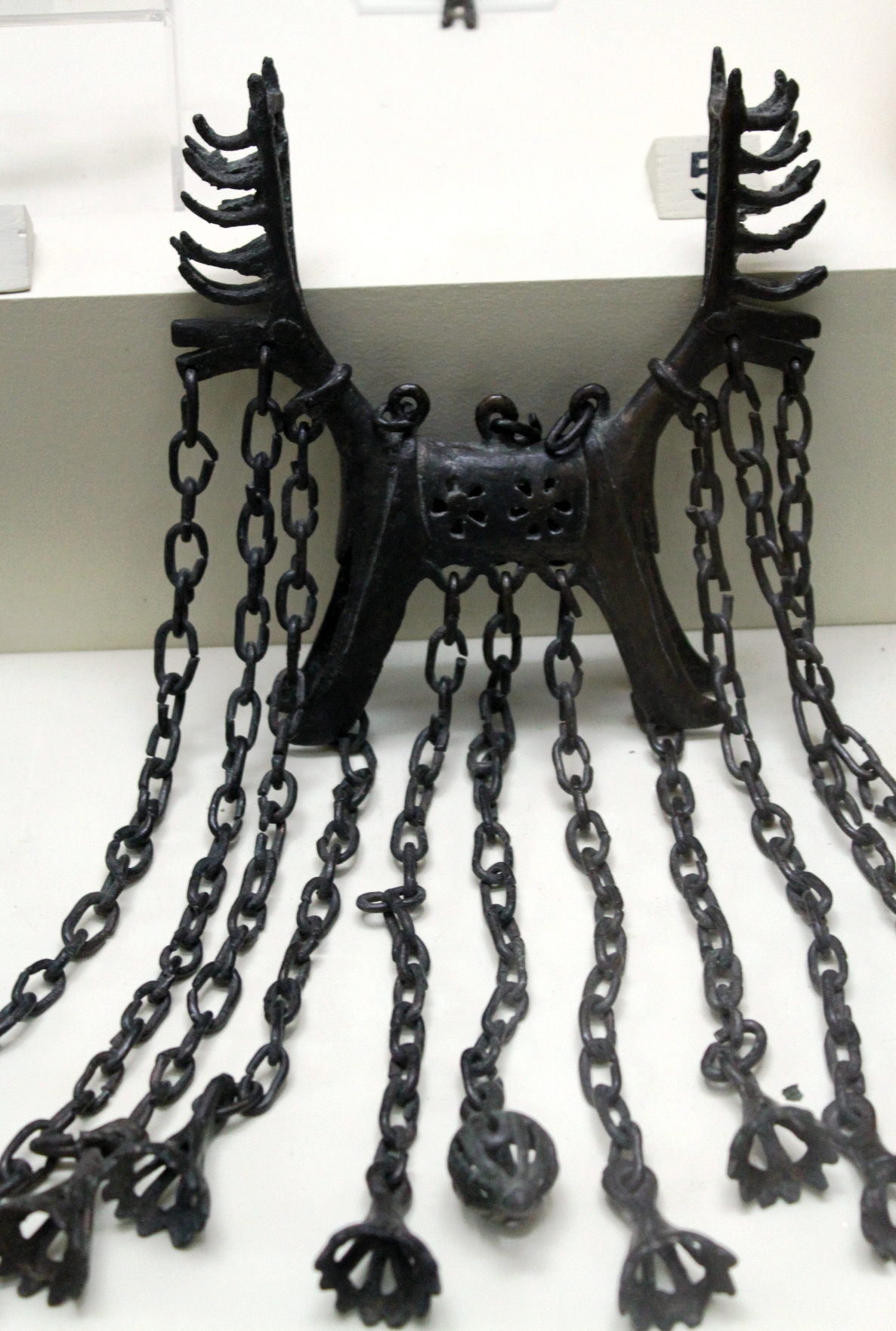
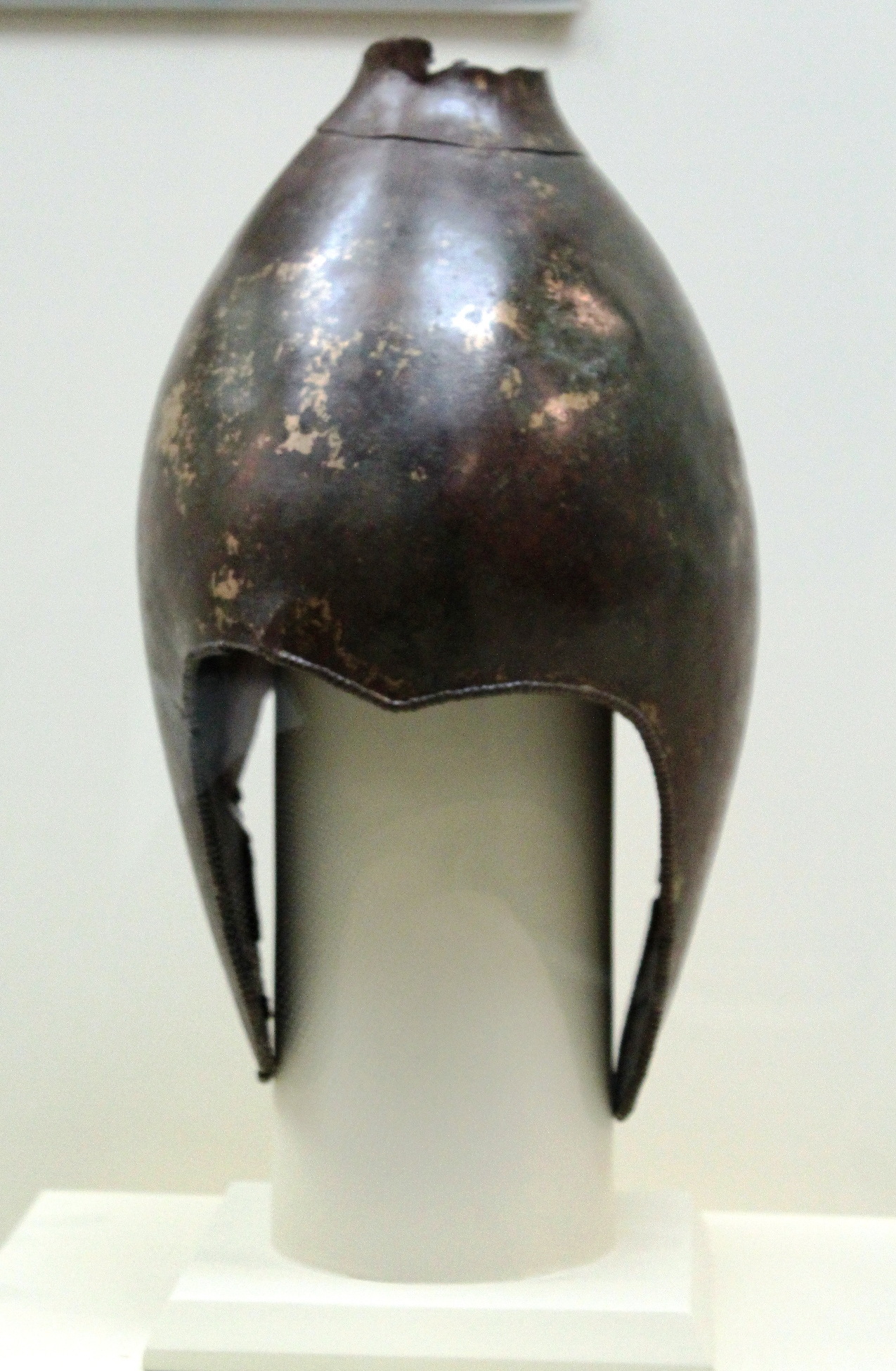
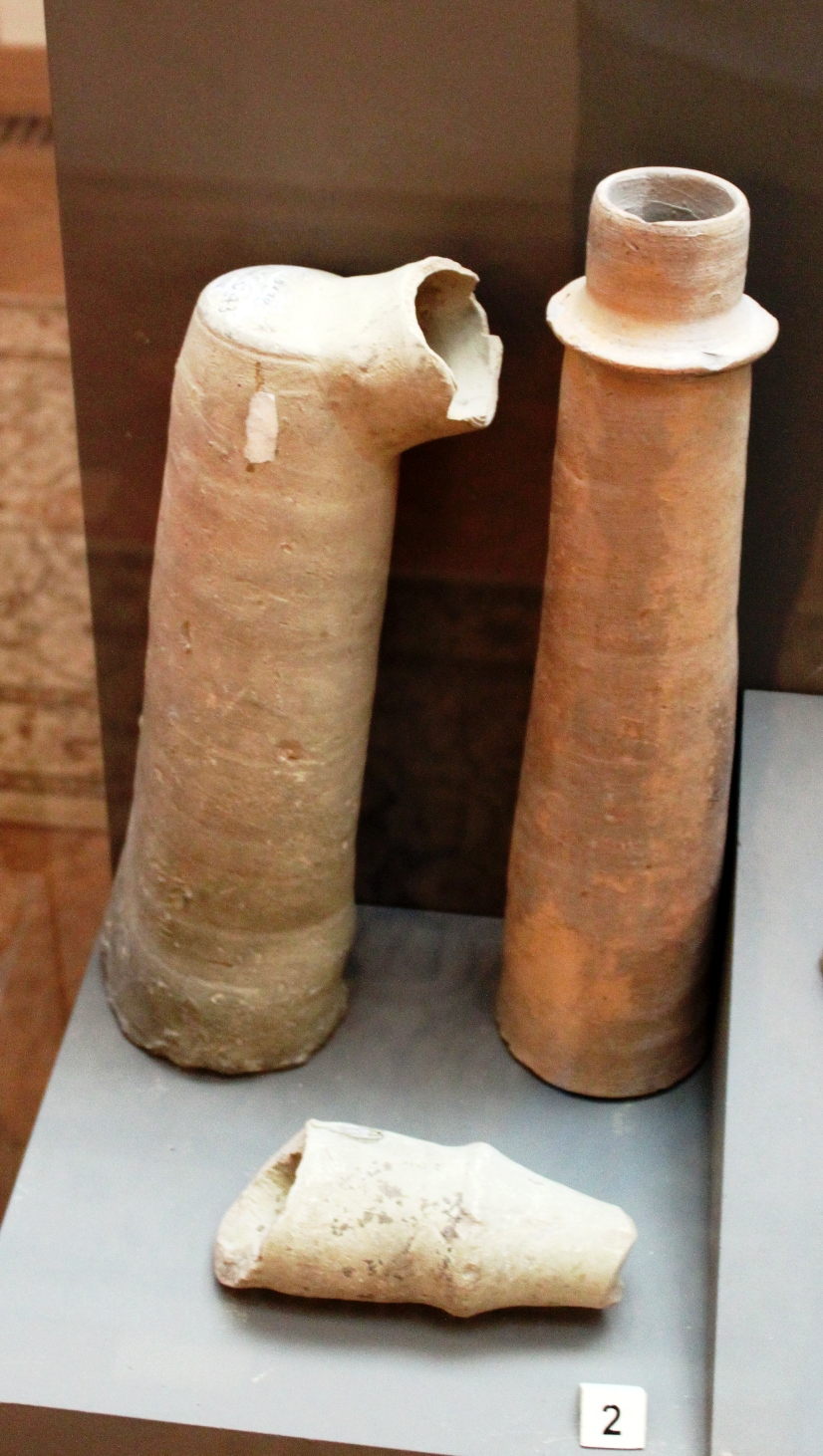
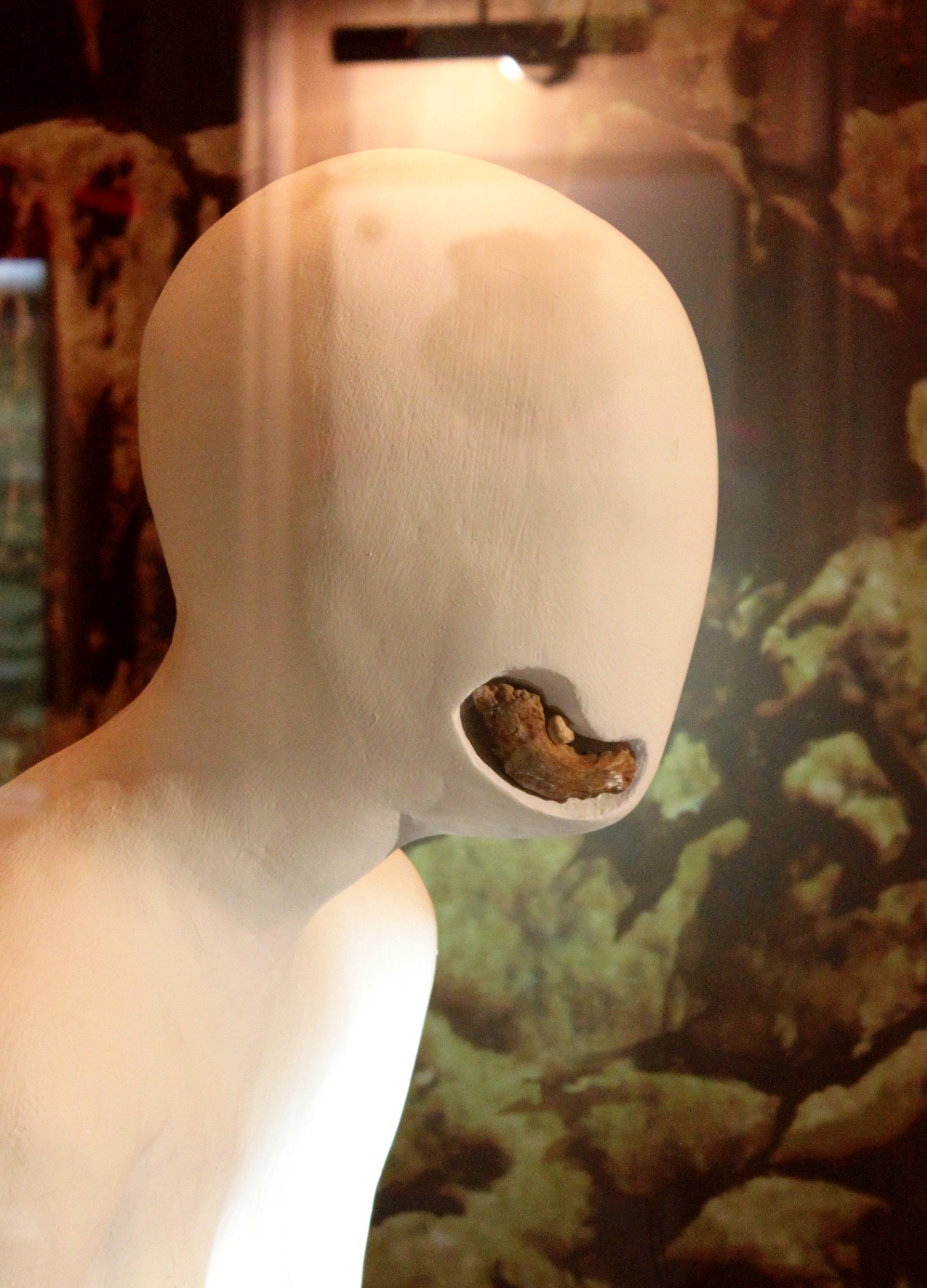
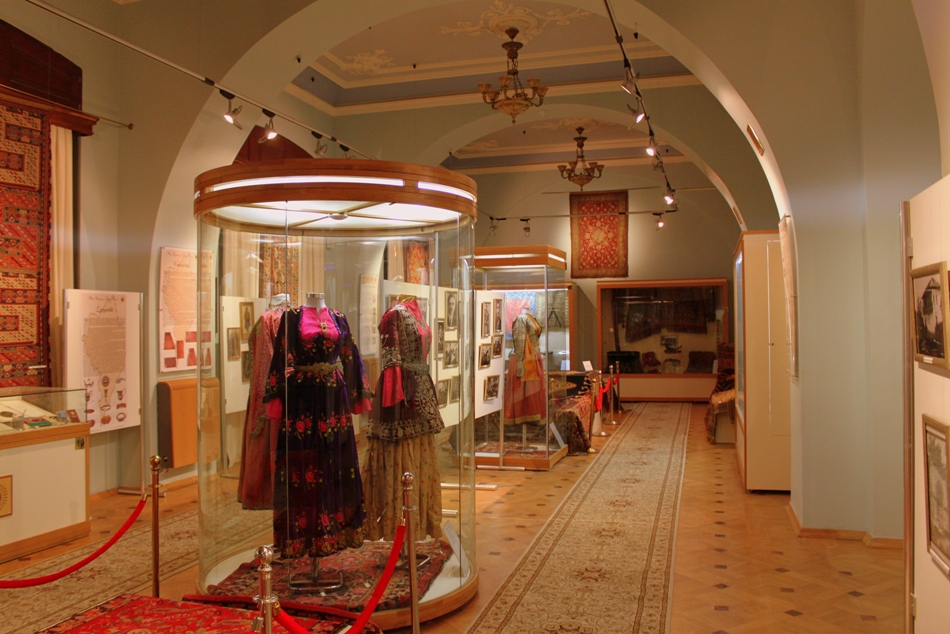
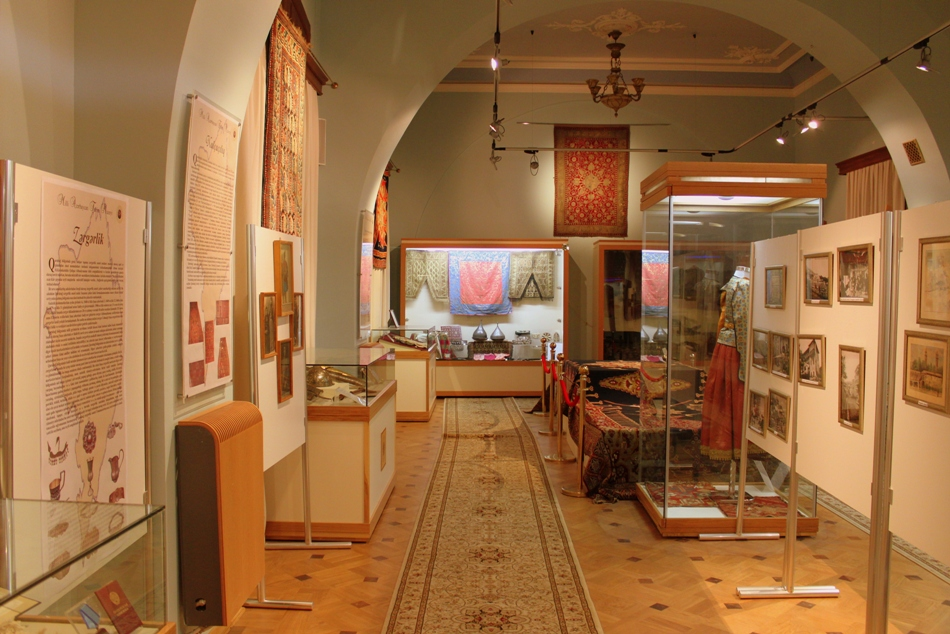
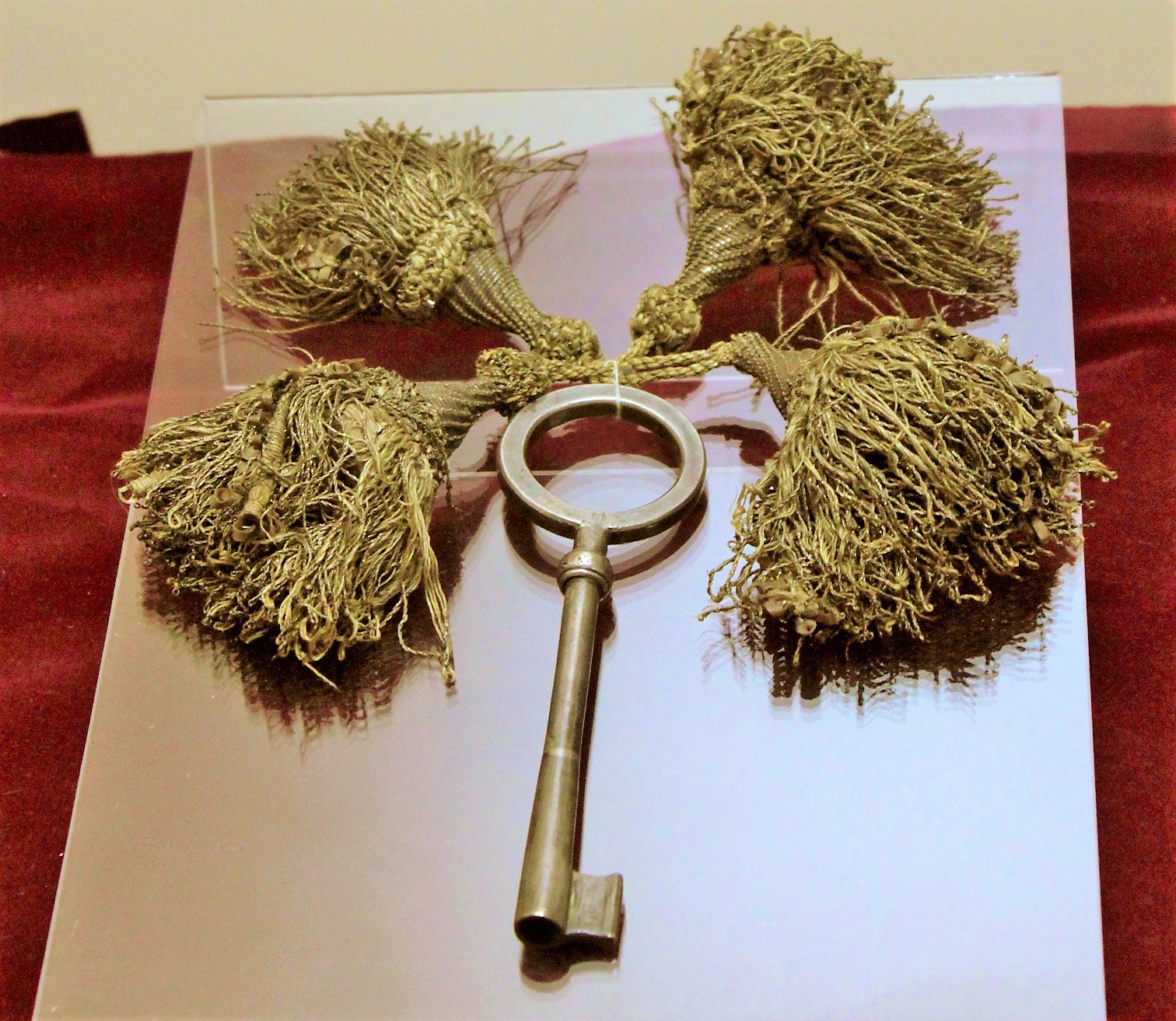

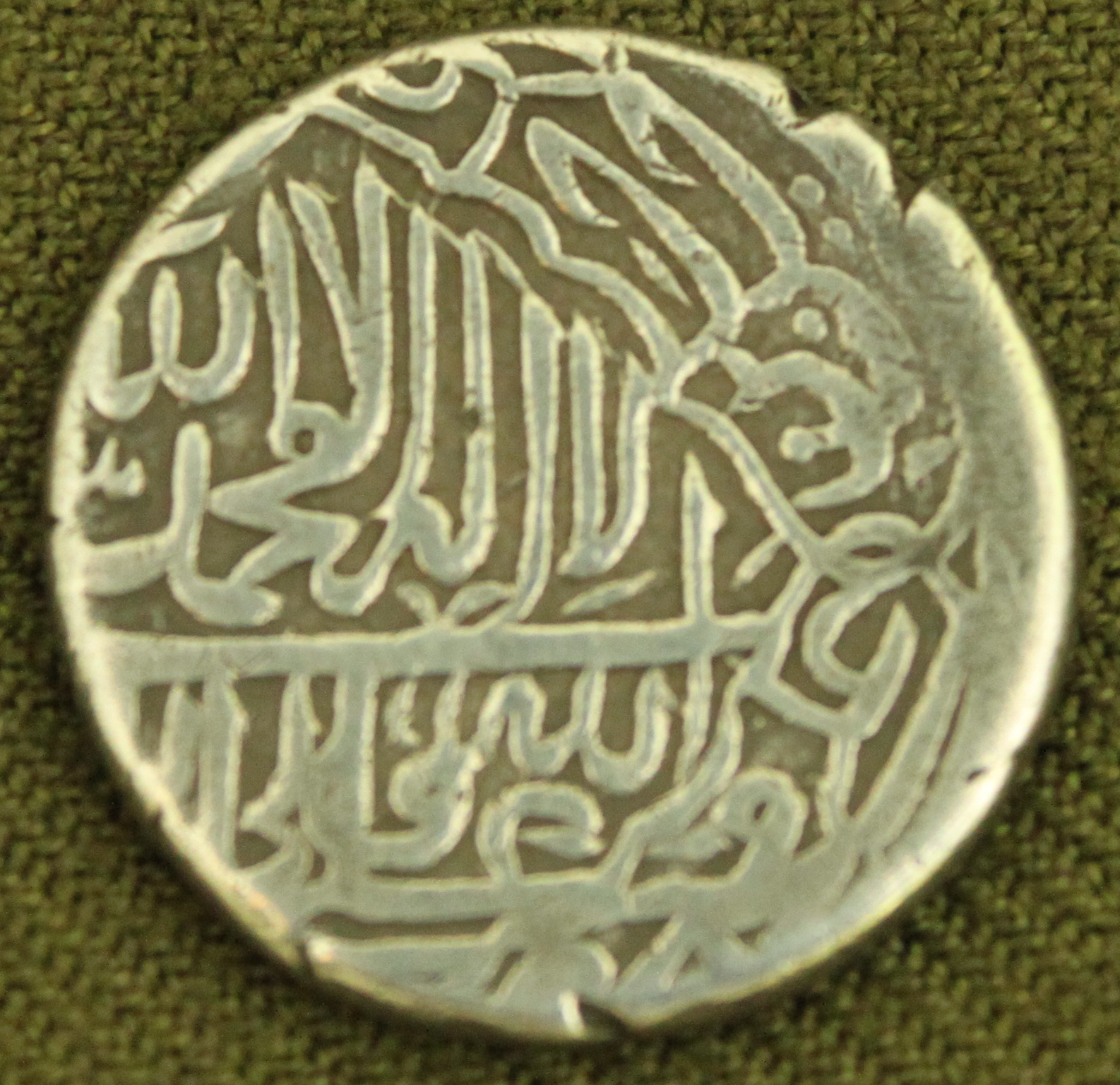
Сефевідів Аббас I срібна монета 1587.
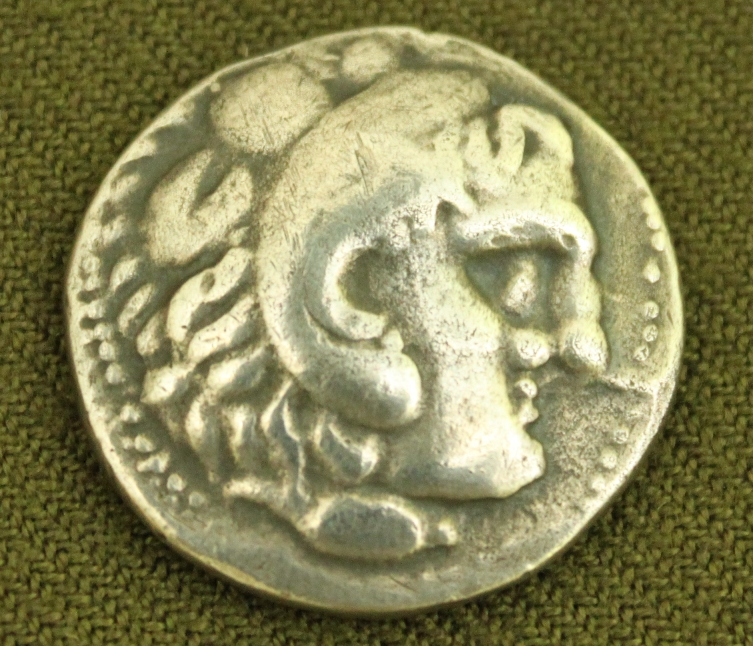
Кавказька Албанія тетрадрахма (наслідування) із зображенням Олександра Македонського.
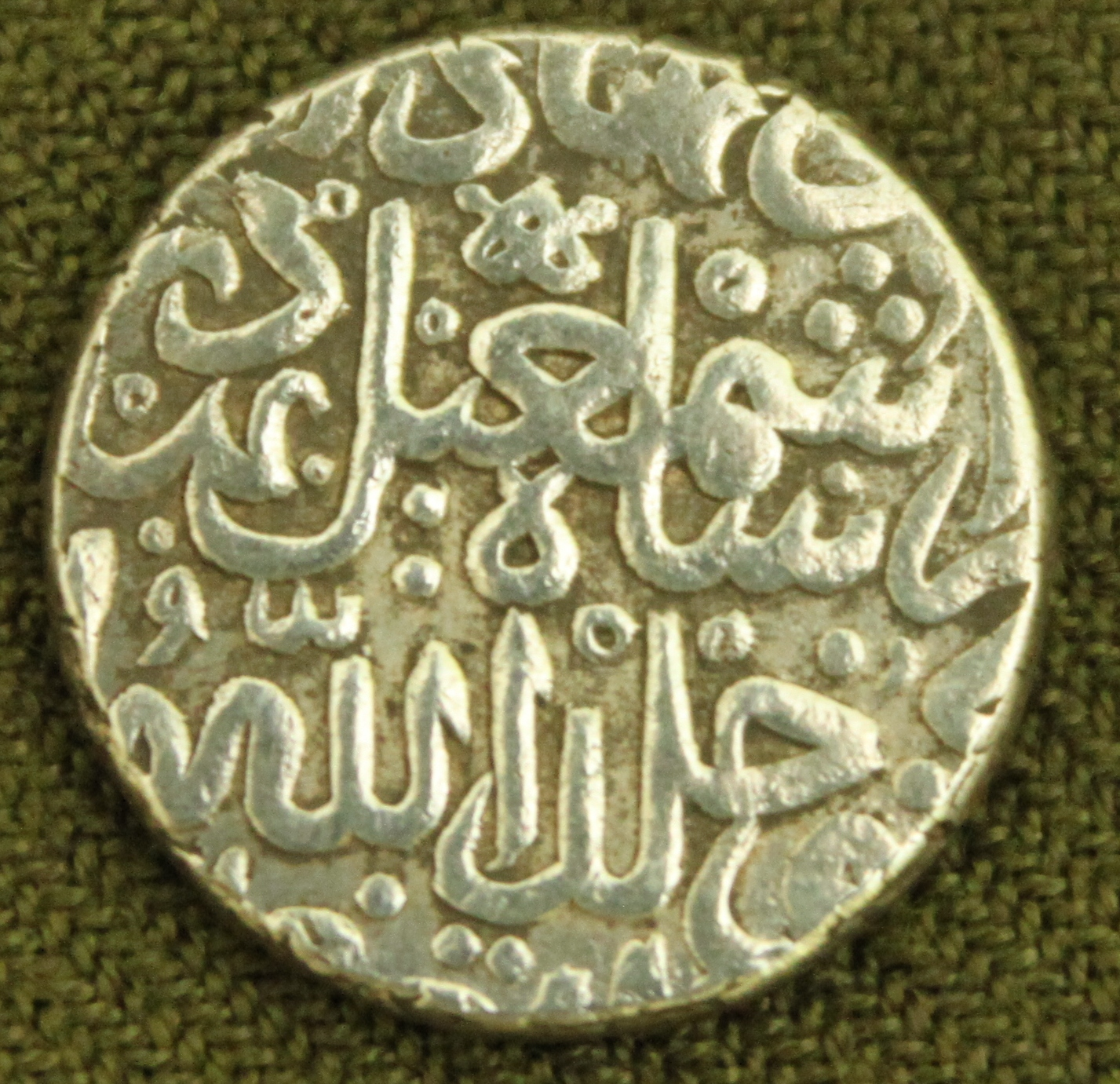
Сефевідів шах Ісмаїл Хатаї срібна монета 1507.
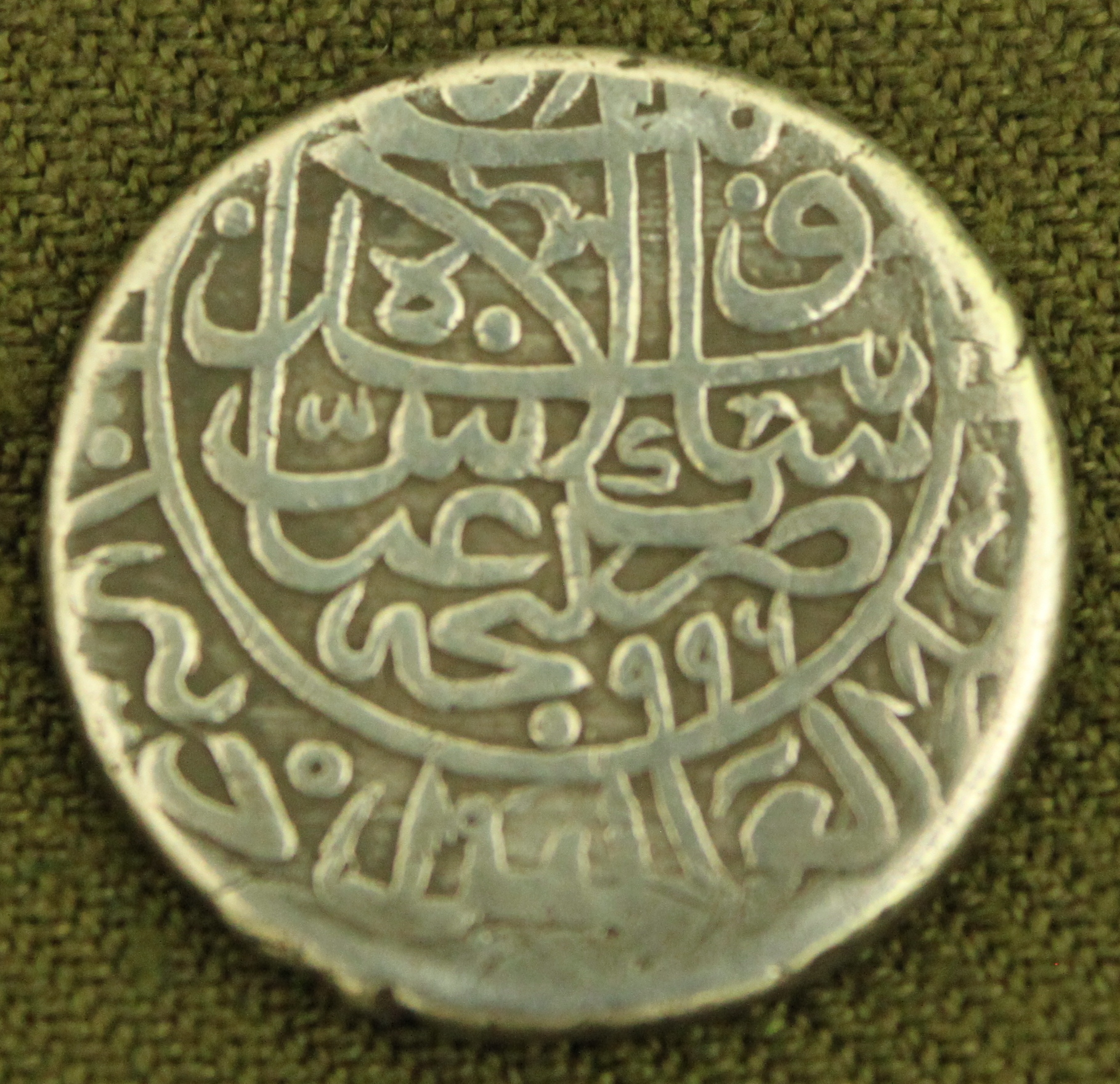
Сефевідів Аббас I срібна монета 1587.
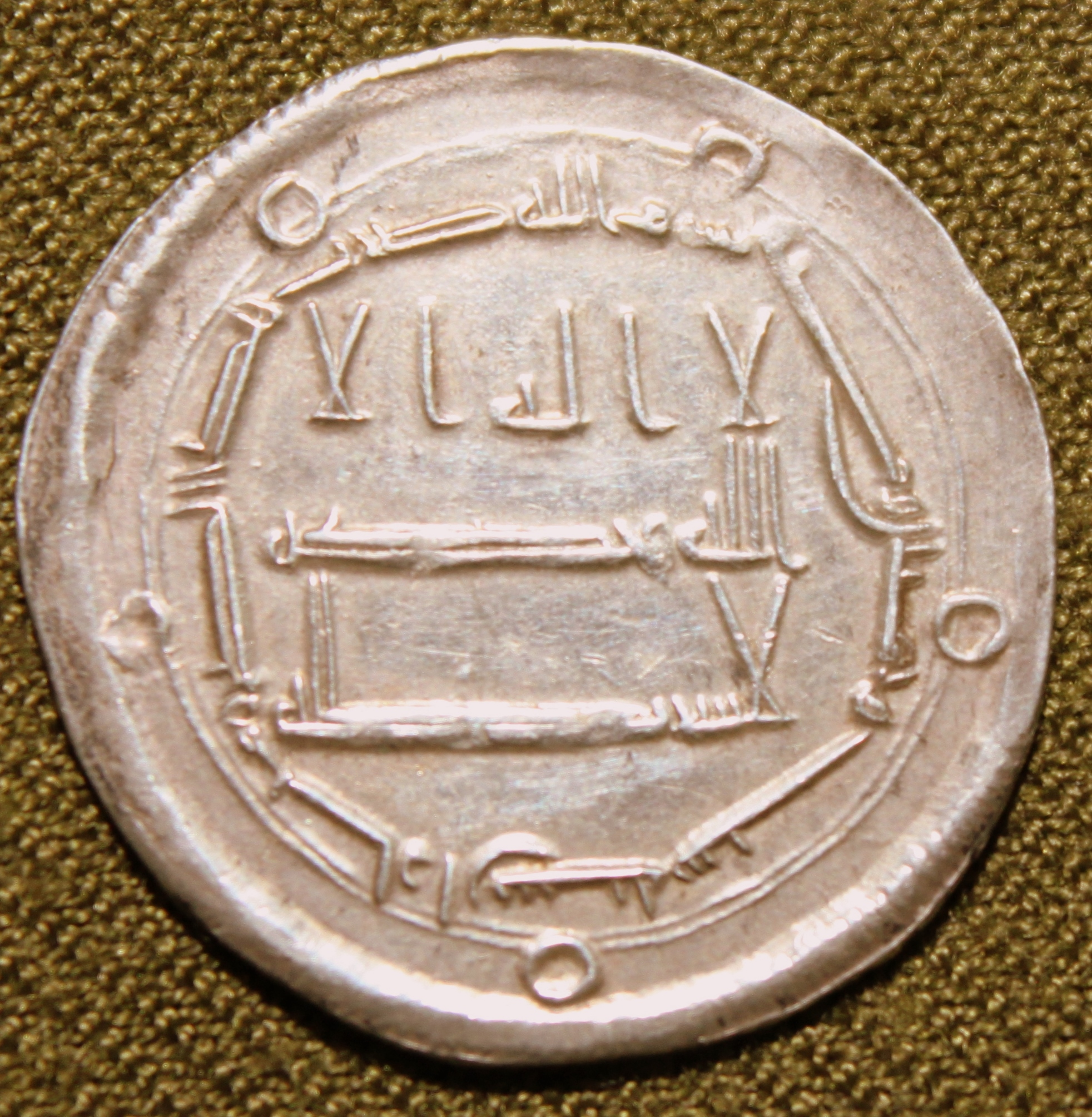
Ширваншаха Мазядіди Мухаммед Бін Язід, срібний дирхам, 1398.
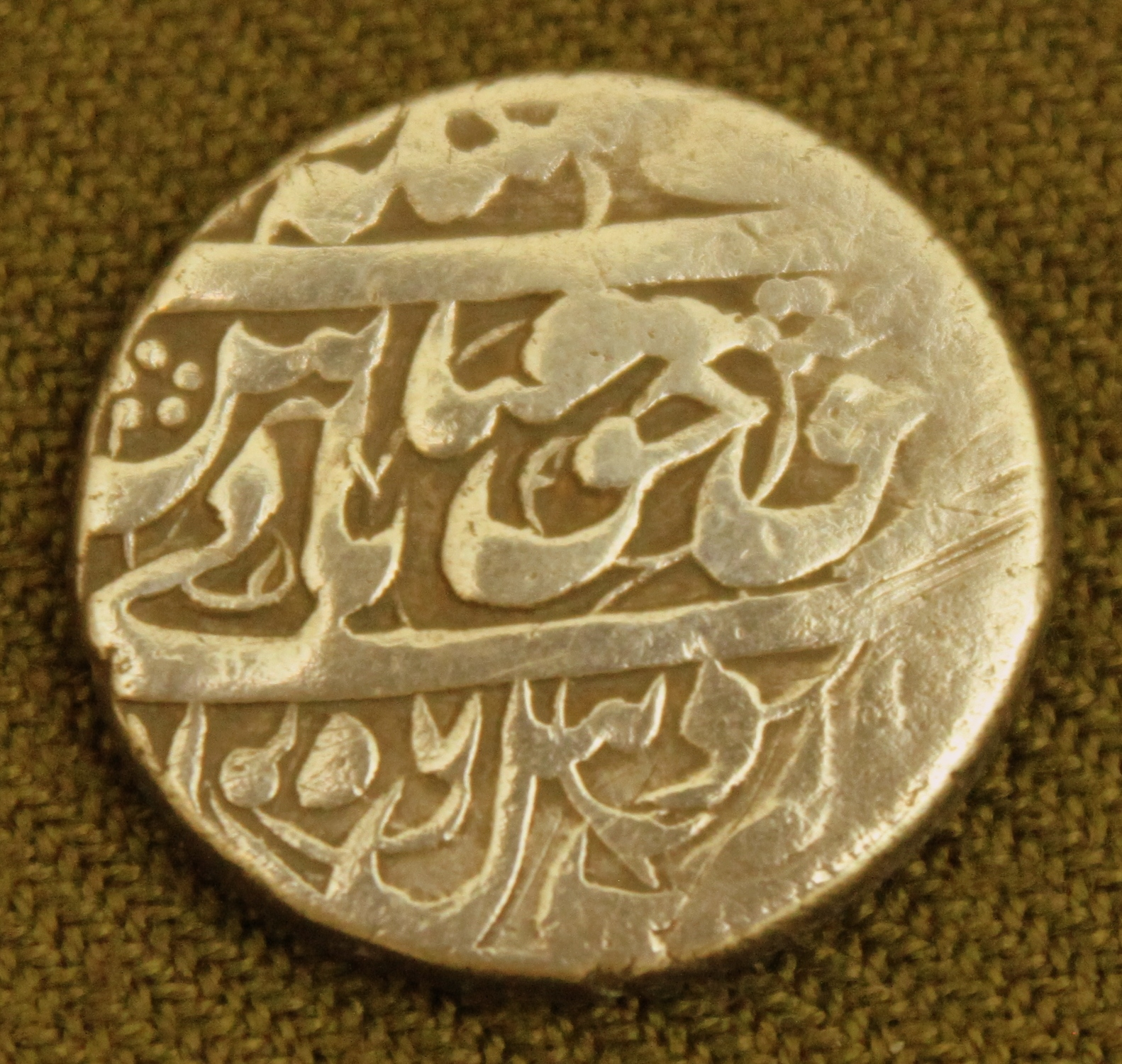
Сефевідів, шах Аббас II срібна монета 1647.
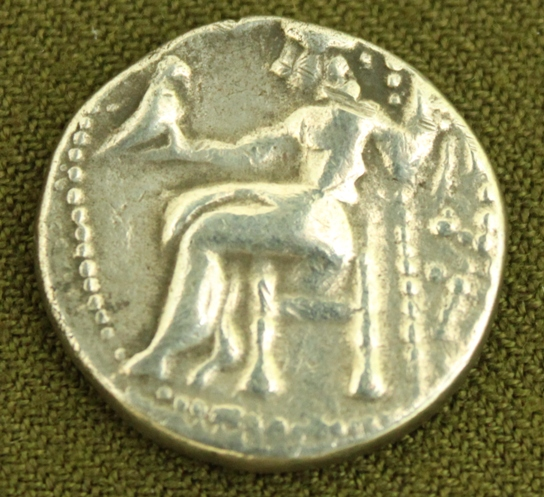
Кавказька Албанія тетрадрахма (подрожание) з Файлм Олександра Македонського.
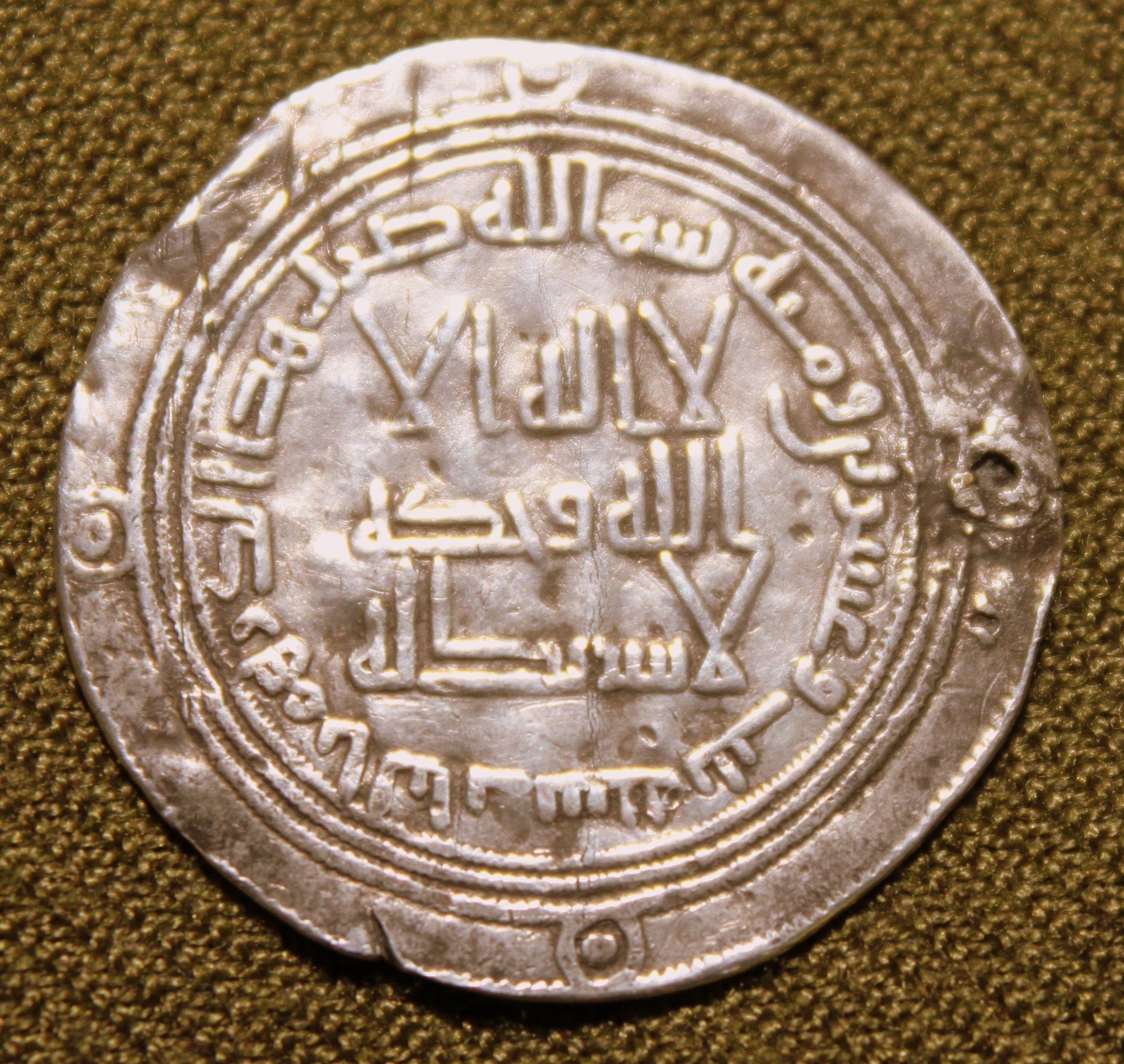
Амавіди, срібний дирхам, Дербенда.
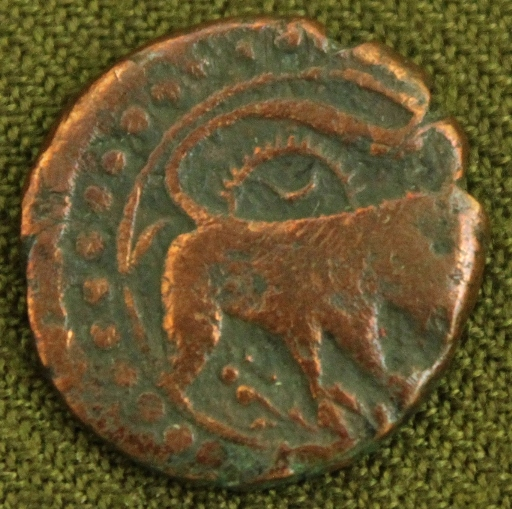
Карабаське ханство Панахабад. (Шуша).
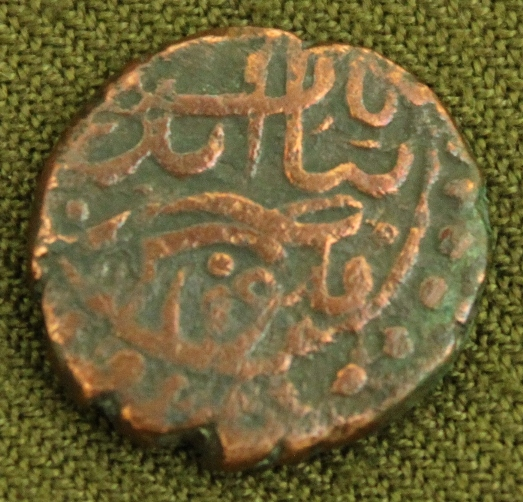
Карабаське ханство Панахабад. (Шуша).

## Виноски
1. ↑  В. А. Шнірельман, «Війни пам'яті. Міфи, ідентичність і політика в Закавказзі», М., ІКЦ, «Академкнига», 2003 [Архівовано 4 квітня 2013 у Wayback Machine.] (рос.)
2. ↑  Палац Тагієва у Баку - відео. Посольство Республіки Польща в Баку.